# Basilika von Esztergom
Die Primatialbasilika Mariä Himmelfahrt und St. Adalbert (ungarisch Nagyboldogasszony és Szent Adalbert prímási főszékesegyház), kurz die Basilika von Esztergom (Esztergomi bazilika), ist die Kathedralkirche des römisch-katholischen Erzbistums Esztergom-Budapest. Sie befindet sich in Esztergom (deutsch: Gran), der früheren ungarischen Hauptstadt.
Die Basilika ist der in den Himmel aufgenommenen Gottesmutter Maria und dem heiligen Adalbert von Prag geweiht. Ihre Entstehungsgeschichte reicht von 1001 bis 1869. Als caput, mater et magistra ecclesiarum hungariae („Haupt, Mutter und Lehrerin der ungarischen Kirchen“) ist sie die größte Kirche Ungarns und steht auf Platz 18 der größten Kirchen der Welt.

## Geschichte

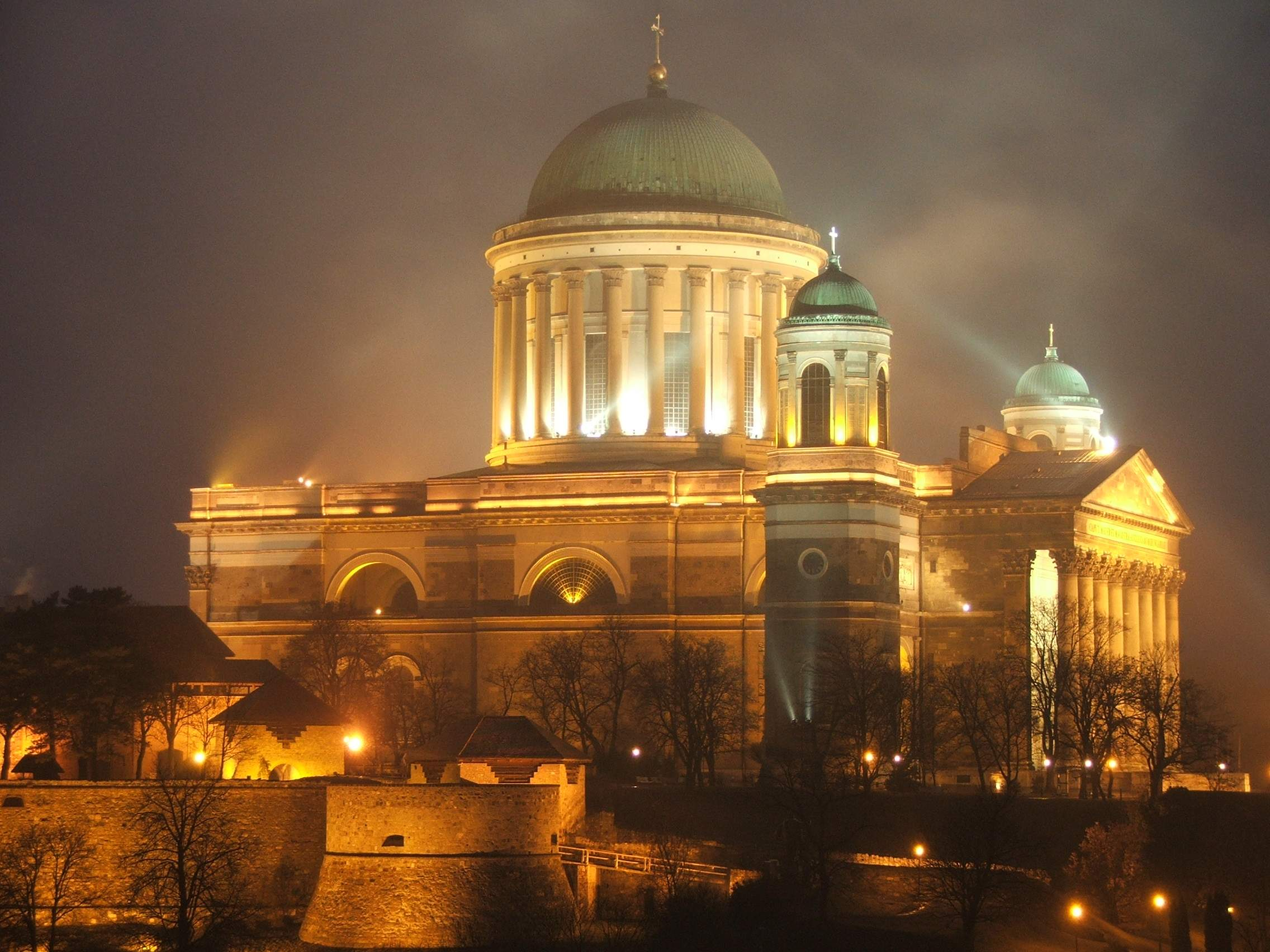
Die Basilika bei Nacht

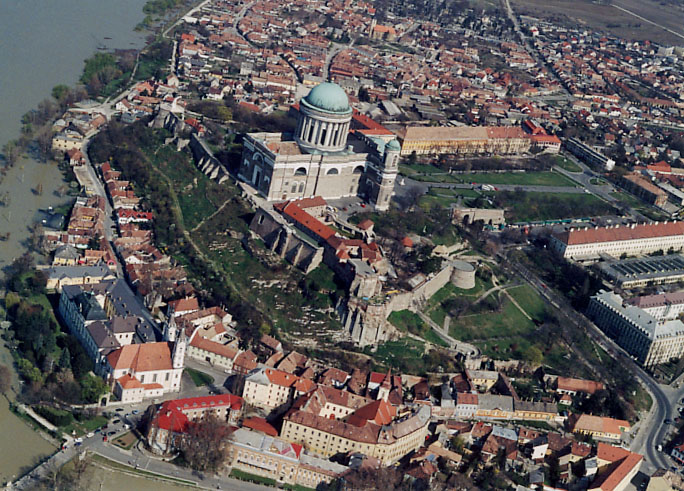
Luftaufnahme des Areals der Basilika

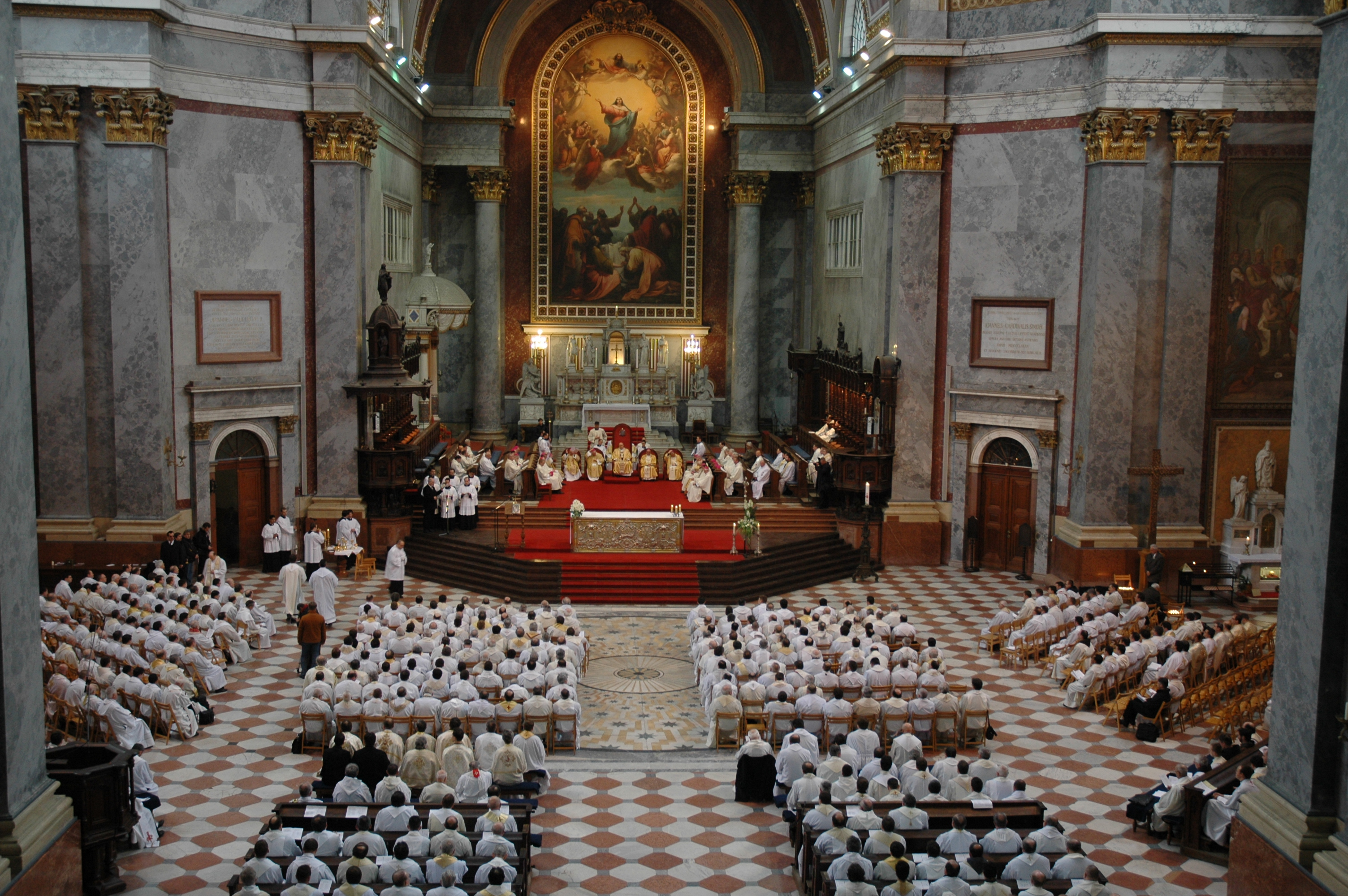
Innenansicht

Unter dem ungarischen König Stephan dem Heiligen wurde die erste Kirche von 1001 bis 1010 errichtet. Sie bestand bis zum 12. Jahrhundert und wurde durch einen Brand zerstört. Nach einem Neubau überstand die neue Kathedrale 1242 den Mongoleneinfall in Ungarn. Unter Wenzel III. von Böhmen, der für den ungarischen Thron kandidierte, wurde sie repariert und zur Bischofskirche erhoben. Die Bischöfe ließen sie in den folgenden Jahrhunderten vergrößern und verschönern. Bei der Basilika wurde eine Bibliothek gegründet, die als zweitbedeutendste Ungarns galt.
1543 wurde die Basilika von osmanischen Truppen eingenommen. Erzbischof Pál Várdai (1526–12. Oktober 1549) und das Domkapitel waren zuvor nach Nagyszombat (heute Trnava (Tyrnau) nordöstlich von Bratislava in der Slowakei) geflohen und konnten so einen Großteil des Domschatzes retten. Bis 1820 blieb das Domkapitel im Exil in Nagyszombat. Während der 140-jährigen Besetzung durch die Osmanen wurde der Burgberg viermal wochenlang unter Beschuss genommen und die dort vorhandenen Gebäude daher weitgehend zerstört: bei der Eroberung von 1543, bei der erfolglosen Belagerung von 1594 durch österreichische Truppen, 1595, als der Burgberg für zehn Jahre von den Österreichern zurückerobert wurde und bei der endgültigen Rückeroberung im Jahre 1686 durch die Truppen der Habsburger. Erheblichen Schaden richteten auch die aufständischen Kurutzen unter Franz II. Rákóczi (1676–1735) an, die 1706 den Burgberg eroberten, wobei von der Kathedrale lediglich die Grabkapelle des Erzbischofs Tamás Bakócz (1489–1521) unversehrt erhalten blieb. Anschließend war der strategisch gelegene Burgberg von österreichischen Truppen bis 1771 besetzt.
1820 wurden unter Erzbischof Sándor Rudnay der Sitz des Erzbistums und das Domkapitel wieder nach Esztergom verlegt und der Neubau der Kathedrale beschlossen. Letztere erhielt hierbei den Status der Mutterkirche des Landes Ungarn.
Als ersten Schritt beauftragte Rudnay den Leiter des kaiserlichen Hofbauamtes in Wien, Ludwig Remy, Entwürfe für ein neues geistliches Zentrum auf dem Burgberg in Gran anzufertigen.
Da das Arbeitstempo Remys nicht den ungeduldigen Erwartungen des Primas entsprach, beauftragte er auch Paul Kühnel – einen Untergebenen Remys aus Sopron (Ödenburg) – mit der Planung. Als Remy davon erfuhr, legte er den Auftrag gekränkt zurück. Kühnel gelang es, wenige Monate später fertige Entwürfe vorzulegen, aufgrund derer die Fundamentierungsarbeiten begonnen wurden und am 23. April 1822, am Tag des Heiligen Adalbert von Prag († 997), des Schutzheiligen des Erzbistums, im Rahmen eines Festaktes der Grundstein für den Bau gelegt wurde.
Zur Ausführung der Pläne ersuchte der kränkliche Kühnel seinen Neffen, Johann Baptist Packh um Unterstützung. Dieser leitete nach dem Tod Kühnels im Jahre 1824 allein die Bauarbeiten, die an mehreren Stellen gleichzeitig durchgeführt wurden. Nach der Fertigstellung der Krypta wurde die Bakócz-Kapelle um 17 Meter und auf einen 8 Meter höheren Standort verlegt. Rudnays rastlose Anstrengungen stießen bei niemandem auf Sympathie, sodass die Hofkammer in Wien nach Rudnays plötzlichem Tod 1831 die Bautätigkeit sofort einstellte.
Acht Jahre später ließ die Hofkammer durch Peter von Nobile (1774–1854), den Nachfolger Remys als Leiter des kaiserlichen Hofbauamtes in Wien, neue, einfachere Pläne anfertigen, wogegen sich Packh vehement wehrte.
Ab 1838 war József Kopácsy, Erzbischof von Gran, unter dem die Arbeit reorganisiert wurde, die jedoch durch die Ermordung von Johann Baptist Packh unterbrochen wurde. Er beauftragte daher József Hild (1789–1867) mit der Bauleitung in Gran. Dabei kam es zu wesentlichen Änderungen der Pläne. Der Bau wurde nunmehr im klassizistischen Stil weitergeführt, wobei auf die Seitengebäude der Kathedrale, d. h., auf den Primatenpalast und auf das große Priesterseminar verzichtet wurde. Zugleich wurden die Seitenmauern erhöht, die Tragpfeiler der Kuppel abgetragen und stärker wieder aufgebaut, das Gewölbe der Kuppel erhöht und die Fassade zur Donau umgebaut. Beim Tod von Erzbischof Kopácsy 1847 war das Bauwerk schon überwölbt.
Während des Freiheitskampfes von 1848/1849 kam die Bautätigkeit zum Erliegen, sie wurde ab 1849 durch den Kardinal-Primas János Krstitel Scitovszký de Nagy-Ker energisch fortgesetzt.
Als das Bauwerk zwar bei weitem noch nicht fertig, aber verwendbar war, erfolgte am 31. August 1856 in Gegenwart des Apostolischen Königs von Ungarn – Franz Joseph I. Kaiser von Österreich – unter den Klängen der von Franz Liszt für diesen Anlass komponierten „Graner Messe“, der Missa solemnis zur Einweihung der Basilika in Gran die Einweihung der Kathedrale.

Ab 1867 war Kardinal János Simor († 1891) Primas von Ungarn, dem es gelang, den Bau der mächtigen Basilika in zwei Jahren fertigzustellen, sodass am 1. November 1869 der Schlussstein eingesetzt werden konnte.

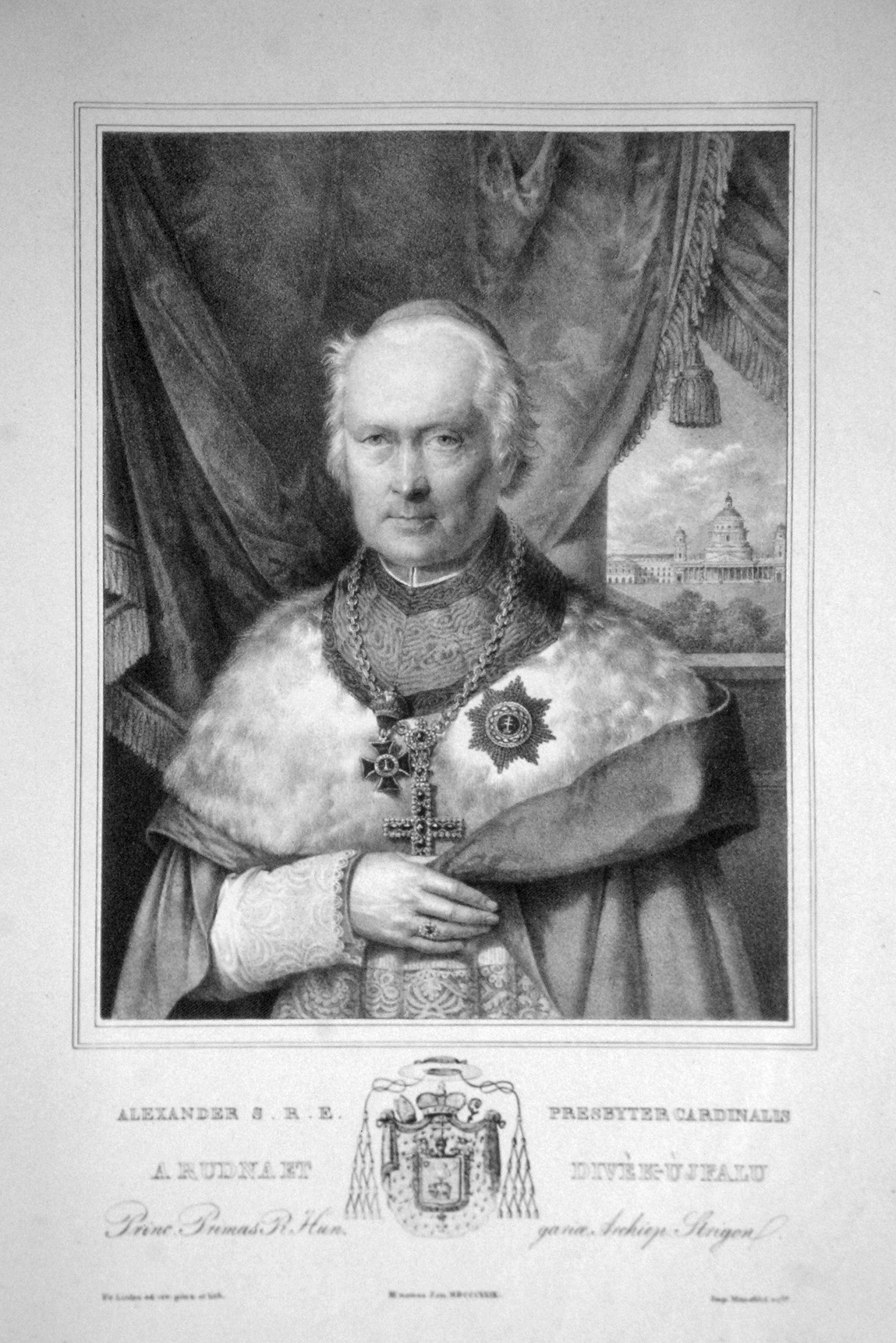
Kardinal-Primas Sándor Rudnay, unter dem 1822 der Grundstein zur neuen Kathedrale gelegt wurde
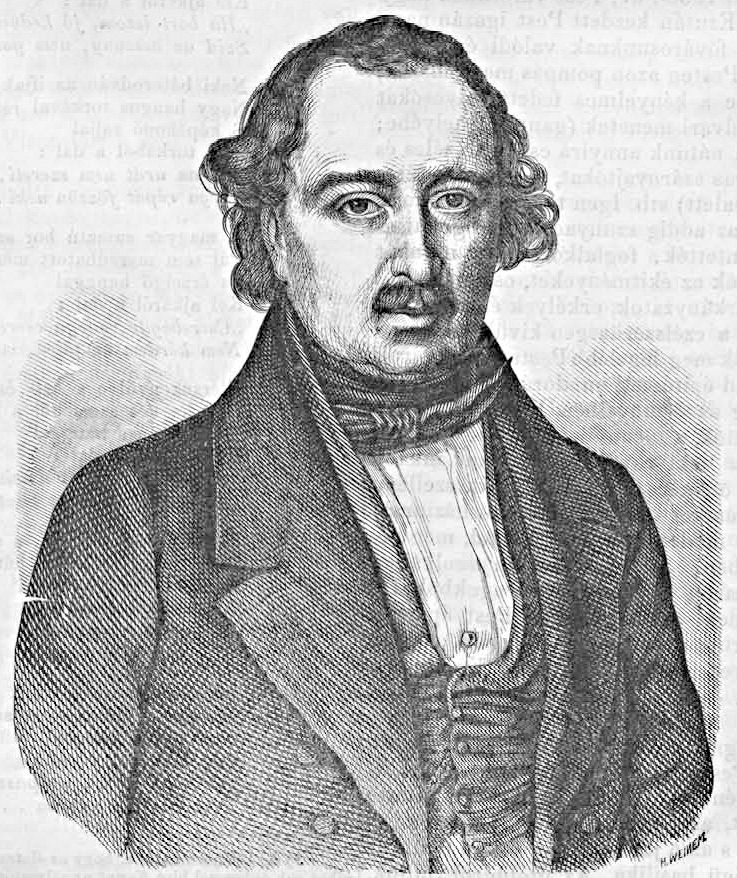
Architekt József Hild, auf den der klassizistische Umbau zurückgeht
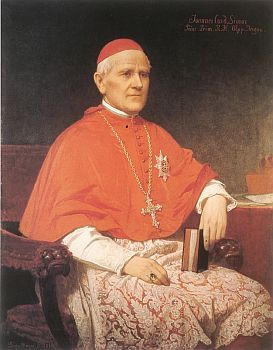
Kardinal-Primas János Simor, unter dem die Kathedrale von Gran 1869 fertiggestellt wurde

## Architektur
Der Dom von Esztergom ist eine langgestreckte Saalkirche mit einem kurzen Querhaus im klassizistischen Stil. Zwei Kapellen, die Domschatzkammer und ein Empfangssaal ergänzen den Grundriss zum Rechteck. Über der Vierung im Zentrum des Bauwerks erhebt sich die weithin sichtbare Kuppel auf einem Säulentambour. Die Portalfront, ein repräsentativer antikisierender Portikus, wird von zwei Anbauten mit den Glockentürmen flankiert.
Der Innenraum der Basilika erstreckt sich auf einer Fläche von 5.600 m2, sie ist 118 m lang und 49 m breit. Zwölf Fenster durchfluten den Kirchinnenraum mit Licht. Mit der Kuppel (Durchmesser 33,5 m), hat die Kathedrale eine Innenhöhe von 71,5 m und eine Außenhöhe von maximal 100 m, von der Krypta aus gemessen.

## Ausstattung

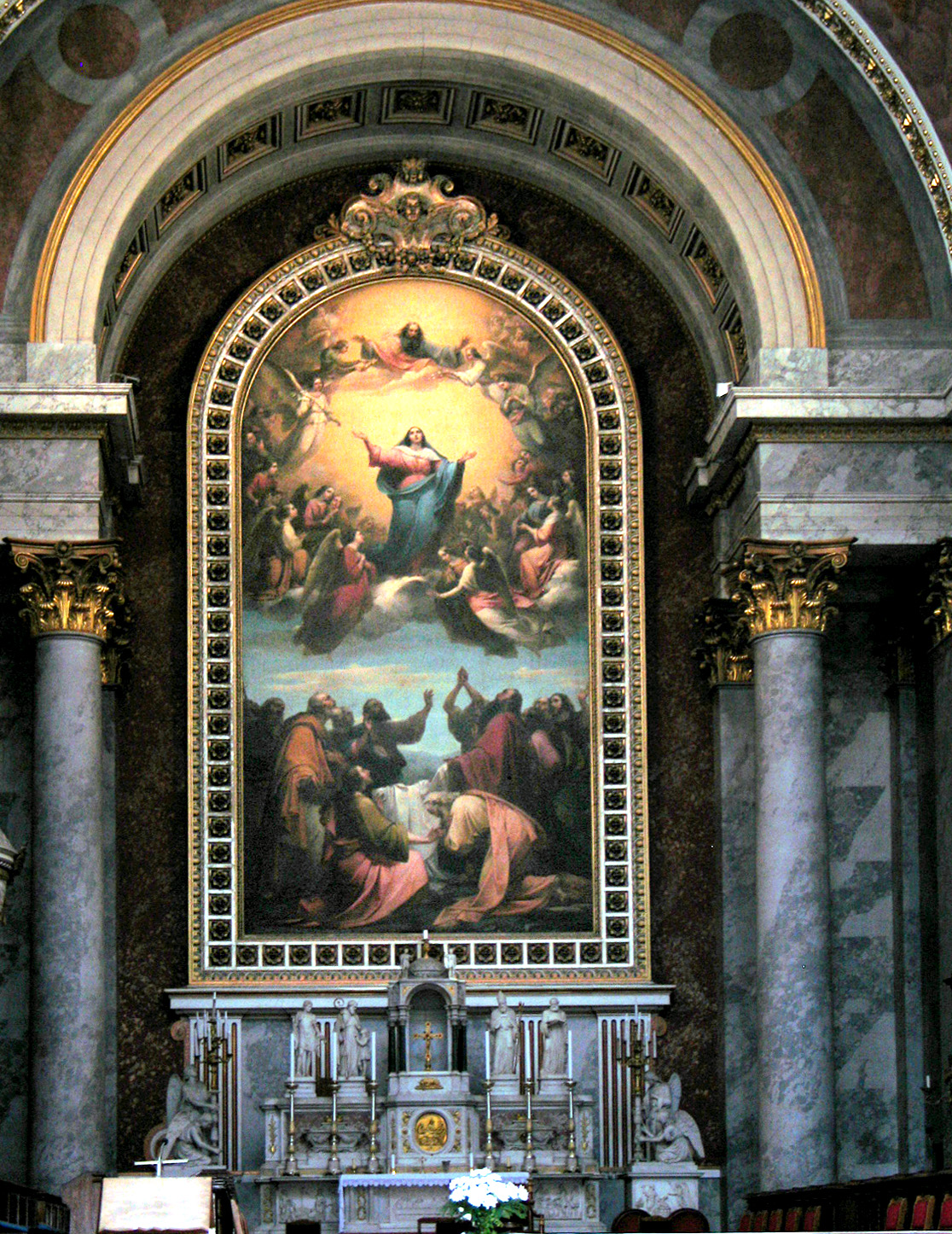
Altarbild Mariä Aufnahme in den Himmel

Das Altarbild mit seinen Ausmaßen von 13,5 × 6,5 m ist die Darstellung der Mariä Aufnahme in den Himmel, geschaffen von Michelangelo Grigoletti. Sie ist das größte Gemälde der Welt, das auf einem einzigen Stück Leinwand gemalt worden ist.
Die Tamás-Bakócz-Kapelle ist ein Werk italienischer Meister von 1506 bis 1507. Sie wurde aus rotem Marmor von Süttő geschaffen, und ihre Wände sind mit toskanischen Renaissance-Motiven geschmückt.
Die letzte Ruhestätte für die späten Erzbischöfe des Erzbistums Esztergom-Budapest ist die Krypta, die im altägyptischen Stil errichtet wurde. In ihr ruhen unter anderem die Gebeine des ungarischen „Märtyrers“ József Kardinal Mindszenty, der ein starker Gegner des Kommunismus in Ungarn war. Seine Gebeine wurden am 4. Mai 1991 vom österreichischen Mariazell nach Esztergom überführt.

## Orgel

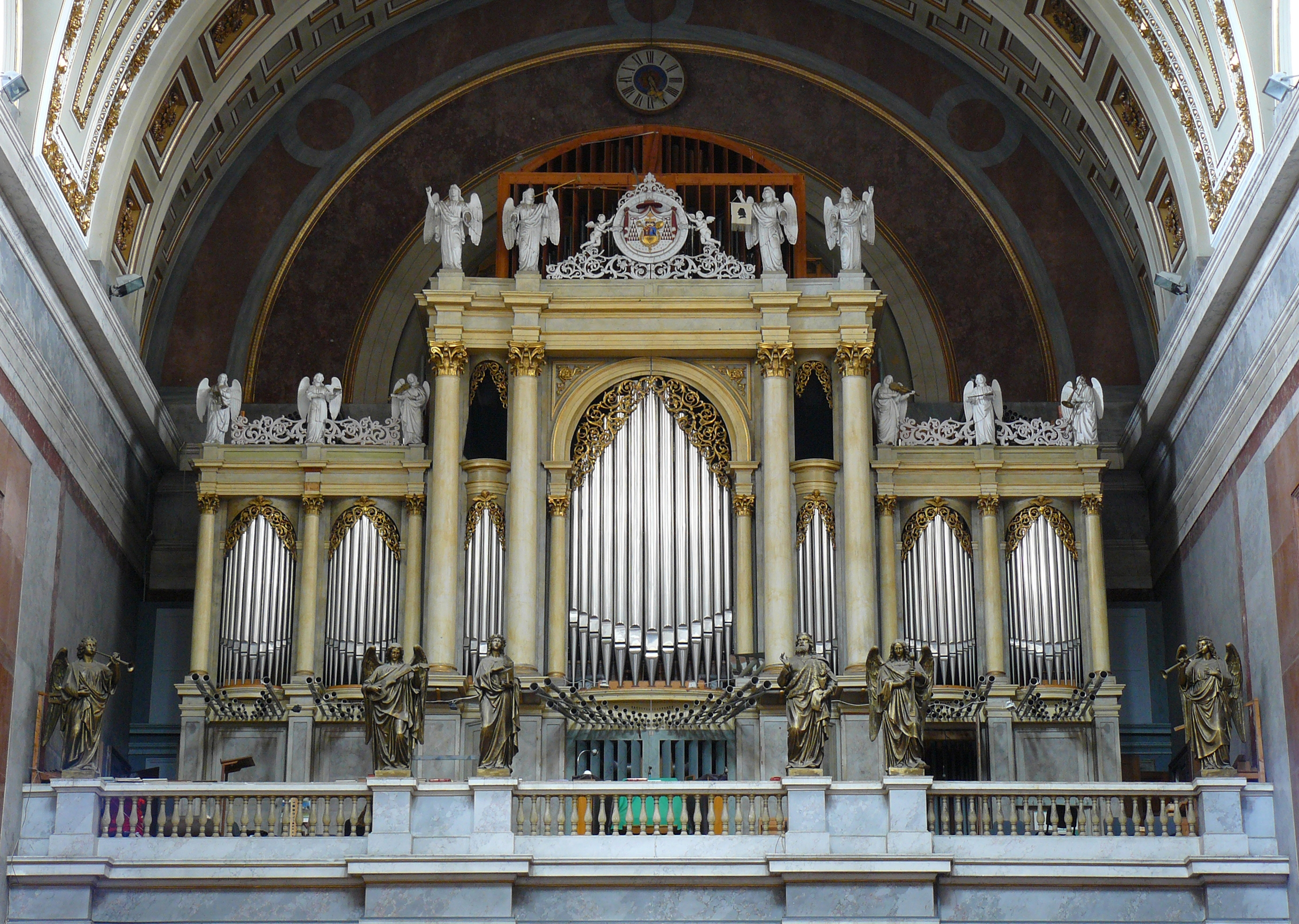
Die große Orgel der Basilika

Die Orgel ist mit derzeit 89 Registern auf vier Manualen und Pedal eine der größten in Ungarn. Geplant ist eine Erweiterung auf 145 Register und fünf Manuale. Sie war 1856 von Ludwig Mooser fertiggestellt worden und wurde seit 1978 immer wieder erweitert. Der derzeitige Titularorganist ist István Baróti, der auch an der theologischen Akademie in Esztergom Kirchenmusik unterrichtet.